# Ромска кухиња
Ромска кухиња, понекад подругљиво називана "циганска храна", је кухиња етничких Рома . Не постоји специфична „ромска кухиња“; она варира и кулинарски је под утицајем дотичних земаља у којима су често живели вековима. Отуда је под утицајем европске кухиње иако Роми потичу са индијског потконтинента . Њихова кухиња укључује индијске и јужноазијске утицаје, али је такође веома слична мађарској, јеврејској, источноевропској и румунској кухињи . На кухињу муслиманских Рома такође утичу балканска и турска кухиња .

## Преглед
Ромска јела су обично љута и зачињена уз употребу зачина, као што су алева паприка, бели лук и паприка . Кромпир је такође основна намирница у њиховој исхрани. Традиционални ромски десерт је пирого. Рецепт се састоји од јаја, сувог грожђа, ораха, ананаса, шећера, путера, резанаца од јаја и младог сира.  Друго традиционално јело које кувају Роми је сарма, салмаја или содмај, који се прави од купуса пуњеног месом и пиринчем.  Роми конзумирају јела од пуњених паприка, посебно за празнике и посебне прилике. Роми такође кувају пуфе (од прженог брашна), каритса (пржени кукурузни хлеб), богача (печени хлеб) и каимоко (оброк који се састоји од меса зеца). Своје оброке послужују уз кафу (кафу) и чао (чај) са шећером и млеком или лимуном.  У Марибору, у Словенији, постоји ромски ресторан Романи Кафенава.  Неки путујући европски Роми кувају паприкаш од јежа. 
- Пуњене паприке
- Пуфе
- Педого
- Ксаритса
- Ксаимоко или Химоко
- Гулаш
- Циганитуро
- Богача
- Циганипечение
- Сарма или Содмаи
- Сак Сукло
- Палента
- Кугел
- Борек
- Кофта
- Пилаф
- Зечји паприкаш
- Риго Јанцси
- Баклава
- Печени јеж
- Шакшука
- Ола гитана